# Stolonica
Stolonica is een geslacht van zakpijpen uit de familie van de Styelidae.

## Soorten
- Stolonica agnata Kott, 1985
- Stolonica aluta Kott, 1985
- Stolonica australis Michaelsen, 1927
- Stolonica bigyna Monniot F. & Monniot C., 2001
- Stolonica brevigastra Kott, 2003
- Stolonica carnosa Millar, 1963
- Stolonica conglutinata Sluiter, 1915
- Stolonica diptycha (Hartmeyer, 1919)
- Stolonica duploplicata Sluiter, 1913
- Stolonica inhacae (Millar, 1956)
- Stolonica laboutei (Monniot C., 1988)
- Stolonica laevis Monniot C., 2002
- Stolonica limbata Monniot F. & Monniot C., 1996
- Stolonica malayanus (Sluiter, 1915)
- Stolonica michaelseni (Brewin, 1956)
- Stolonica multitestis Monniot C., Monniot F., Griffiths & Schleyer, 2001
- Stolonica nodula (Kott, 1985)
- Stolonica paucigonas (Monniot C. & Monniot F., 1984)
- Stolonica prolifera Sluiter, 1905
- Stolonica reducta (Sluiter, 1904)
- Stolonica sabulosa Monniot C., 1972
- Stolonica schauinslandi (Michaelsen, 1922)
- Stolonica sigma Tokioka, 1952
- Stolonica socialis Hartmeyer, 1903
- Stolonica truncata Kott, 1972
- Stolonica variata Monniot C., 1988
- Stolonica vermiculata Kott, 2005
- Stolonica vesicularis Van Name, 1918

Niet geaccepteerde soorten:
- Stolonica pacificus Monniot C. & Monniot F., 1991) => Distomus pacificus Monniot C. & Monniot F., 1991
- Stolonica styeliformis Van Name, 1918 => Stolonica duploplicata Sluiter, 1913
- Stolonica variolosus (Gärtner in Pallas, 1774) => Distomus variolosus Gaertner, 1774
- Stolonica zorritensis Van Name, 1931 => Polyandrocarpa zorritensis (Van Name, 1931)